# Кишкунмајша
Кишкунмајша (мађ. Kiskunmajsa) је град у Мађарској. Кишкунмајша је један од важнијих градова у оквиру жупаније Бач-Кишкун.
Кишкунмајша је имала 11.707 становника према подацима из 2009. године.

## Географија
Град Кишкунмајша се налази у јужном делу Мађарске. Од престонице Будимпеште град је удаљен око 140 километара југоисточно. Град се налази у средишњем делу Панонске низије, на северу Телечке пешчаре. Надморска висина града је око 105 m.

## Становништво
По процени из 2017. у граду је живело 11.120 становника.
| 1990.  | 2001.  | 2011.  | 2017.  |
| ------ | ------ | ------ | ------ |
| 12.030 | 12.042 | 11.229 | 11.120 |

## Партнерски градови
- Бад Шенборн
- Георгени
- Бачка Топола
- Ломацш
- Лублињец

## Галерија
- Главни трг у Кишкунмајши
- Железничка станица
- Чарда поред града